# 오산정보고등학교
오산정보고등학교(烏山情報高等學校)는 대한민국 경기도 오산시 청학동에 있는 공립 고등학교이다.

## 학교 연혁
- 1962년 1월 27일 : 학교 설립인가(중·고 병설), 교명 오산여자가정고등학교, 위치 오산리 5302(현 성산초등학교), 학과(가정과, 상업과)
- 1962년 3월 5일 : 오산여자가정고등학교 개교(상업과 학년당 1학급), 설립사항 변경(교명 변경), 교명 오산여자상업고등학교
- 1962년 5월 15일 : 초대 최계남 교장 취임
- 1974년 2월 28일 : 학교 위치 이전(중·고 병설), 위치 청학리 산 52번지
- 1976년 3월 1일 : 중·고 병설 분리
- 1979년 3월 1일 : 산업체 특별학급 설치(상업과 1학급)
- 1983년 6월 22일 : 설립사항(명칭) 변경 및 학과 개편, 교명 오산여자종합고등학교, 학과 학년당 상업과 6학급, 보통과 2학급
- 1993년 2월 28일 : 산업체 특별학급 폐지
- 1999년 3월 1일 : 교명 변경 오산여자정보산업고등학교
- 2004년 3월 1일 : 교명 변경 오산여자정보고등학교
- 2006년 3월 1일 : 교명 변경 오산정보고등학교 (남여공학으로 변경)
- 2010년 2월 10일 : 경기도교육청지정 특성화고등학교 학과개편
- 2021년 3월 1일 : 학칙 변경 (학과 개편), 학과 지식재산경영과, 자산관리과, 마케팅콘텐츠과, 융합소프트웨어과
- 2023년 9월 1일 : 제18대 주훈지 교장 취임
- 2024년 1월 10일 : 제60회 졸업, 졸업생 198명 (누계 17,714명)
- 2024년 3월 4일 : 입학식

## 설치 학과
- 융합소프트웨어과
- 지식재산경영과
- 자산관리과
- 마케팅콘텐츠과

## 참고 자료
- 오산정보고등학교 - 한국교육학술정보원 학교알리미